# Clemelis fuscifrons
Clemelis fuscifrons är en tvåvingeart som beskrevs av Robineau-desvoidy 1863. Clemelis fuscifrons ingår i släktet Clemelis och familjen parasitflugor.
Artens utbredningsområde är Frankrike. Inga underarter finns listade i Catalogue of Life.